# Putāruru
Putāruru ist eine Kleinstadt im South Waikato District der Region Waikato auf der Nordinsel von Neuseeland.

## Namensherkunft
Der Name der Stadt bedeutet in der Sprache der Māori so viel wie „Nisthöhle des Morepork“, einer neuseeländischen Eulenart, die in hohlen Baumstämmen nistet.

## Geographie
Die Stadt befindet sich rund 32 km südöstlich von Cambridge und rund 21 km nordnordwestlich von Tokoroa in der weiten Ebene des Waihou River und des Oraka Stream, die beide die Stadt östlich passieren, letzterer unmittelbar. Östlich der Stadt steigen die Hänge der ehemaligen Caldera eines vor rund 240.000 Jahren ausgebrochenen Vulkan bis auf über 700 m auf.

## Bevölkerung
Zum Zensus des Jahres 2013 zählte die Stadt 3777 Einwohner, 0,2 % mehr als zur Volkszählung im Jahr 2006.

## Wirtschaft
Putāruru ist das Dienstleistungszentrum für die landwirtschaftliche Region und Standort einiger holzverarbeitenden Betriebe.

## Infrastruktur

### Straßenverkehr
Durch Putāruru führt der New Zealand State Highway 1, der die Stadt mit Cambridge und Tokoroa verbindet. Knapp 2 km nordöstlich des Stadtzentrums zweigt der New Zealand State Highway 23 vom State Highway 1 nach Nordosten ab und stellt damit Verbindungen zu den kreuzenden New Zealand State Highway 5 und New Zealand State Highway 29 her.

### Schienenverkehr
Putāruru besitzt eine Schienenanbindung. Ursprünglich handelte es sich um die Bahnstrecke Morrinsville–Rotorua. Diese wurde zwischen Morrinsville und Lichfield 1886 eröffnet. Nach Übernahme durch die Staatsbahn NZR verlängerte diese aber die Strecke nicht von Lichfield aus weiter nach Rotorua, sondern setzte mit dem Weiterbau in Putāruru in östliche Richtung neu an. 1894 wurde der Verkehr bis Rotorua aufgenommen. Der Streckenast von Putāruru nach Lichfield wurde 1897 aufgegeben. Die Taupo Totara Timber Company (TTT Co.) nutzte dann die stillgelegte Trasse für ihre weit über Lichfield hinaus führende Waldbahn in südlicher Richtung, die in Putāruru an die Staatsbahn anschloss. 
Nachdem der wirtschaftlich verwertbare Baumbestand abgeholzt war, stellte die TTT Co. ihren Betrieb ein. Der Staat kaufte im September 1946 den 29 km langen Abschnitt zwischen Putāruru und Kinleith mit dem Ziel, ihn für eine Bahnstrecke nach Taupō zu nutzen, und setzte ihn bis 1952 bis Kinleith in Stand. Dort blieb das Projekt stecken. Allerdings nutzt die Strecke bis heute die Kinleith Mill, eine große Zellulose- und Papierfabrik.
In Folge der neuen Führung der East Coast Main Trunk Railway durch den Kaimai-Tunnel seit 1978 wurden die Strecken der Region durch die NZR neu geordnet. Seitdem gehört die Strecke durch Putāruru zur Kinleith Branch Line. Die Strecke nach Rotorua, nun Rotorua Branch Line, ist seit 2002 ohne planmäßigen Verkehr. Personenverkehr findet hier schon seit 2001 nicht mehr statt.

## Sehenswürdigkeiten
- In der Stadt befindet sich mit dem Putāruru Timber Museum ein Museum, das die Geschichte der Holzindustrie Neuseelands veranschaulicht.[2]
- Nordöstlich der Stadt befindet sich die Quelle der Blue Spring. Mit einer konstanten Temperatur von 11 °C und einem Ausfluss von 42 m³ pro Minute entspringt das sehr klare Wasser dem Berg. Da das Wasser rote und grüne Lichtanteile absorbiert, bekommt es bei Sonnenschein eine bläuliche Farbe. Ein Wanderweg führt zu der Quelle.[7]

## Persönlichkeiten
- Lorraine Moller (* 1955), Langstreckenläuferin
- Sarah McLeod (* 1971), Schauspielerin
- Glen Mitchell (* 1972), Radrennfahrer